# Симакин, Виктор Алексеевич
Ви́ктор Алексе́евич Сима́кин (9 марта 1945, Горький, РСФСР, СССР — 26 декабря 2017, Нижний Новгород, Российская Федерация) — советский и российский театральный режиссёр.

## Биография
Родился 9 марта 1945 года в Горьком (ныне Нижний Новгород). Работал слесарем на ГАЗе и служил на ДКБФ.
Затем окончил ГИТИС (режиссерский факультет), работал актёром и режиссёром в разных театрах.
Главный режиссёр Костромского театра драмы (1981—1987), Горьковского ТЮЗа (1987—1989). Был художественным руководителем, а затем директором Нижегородского ТЮЗа (2000—2006) и с 2009 года. Был одним из первых режиссёров телекомпании «Волга» (2006—2009). Поставил фильм «Грамматика любви» (1997; соавтор сценария с В. С. Елмановым)
Умер 26 декабря 2017 года в Нижнем Новгороде.

## Творчество
- «Завтра была война» Б. Л. Васильева
- «Мэкки-нож»
- «Принцесса Турандот» К. Гоцци
- «Васса Железнова» М. Горького
- «Жена мужа в Париж провожала» В. М. Шукшина
- «Сны Евгении» А. И. Казанцева
- «Фартовые девочки» А. Недлинского
- «Бедность не порок» А. Н. Островского
- «Блин-2» А. И. Слаповского
- «Вишнёвый сад» А. П. Чехова

## Признание
- Государственная премия РСФСР имени К. С. Станиславского (1987) — за постановку спектакля «Васса Железнова» М. Горького, поставленный на сцене Костромского ОДТ имени А. Н. Островского
- заслуженный деятель искусств РФ (26.1.1998)
- премия имени Н. И. Собольщикова-Самарина Нижегородского отделения Союза театральных деятелей РФ
- две премии Нижнего Новгорода (2005;...)